# Радовка (Переволоцкий район)
Радовка — село в Переволоцком районе Оренбургской области в составе сельского поселения  Адамовский сельсовет.

## География
Находится на расстоянии примерно 15 километров по прямой на север от районного центра поселка Переволоцкий.

## Палеонтология
В отложениях раннего триасового периода (нижнеоленёкский подъярус) Радовки найден ископаемый образец темноспондильной амфибии бентозуха (Benthosuchus).

## История
Основана она была мордвой-мокшей в 1830-е годы. Название свое получила от фамилии Радыкова, уполномоченного от переселенцев. 

## Население
Население составляло 254 человека в 2002 году (58% русские),  252 по переписи 2010 года.